# Tour de Costa de Marfil
El Tour de Costa de Marfil fue una competición organizada de manera irregular en Costa de Marfil.
Algunos de sus vencedores fueron ciclistas profesionales franceses como el triple ganador Jean Gainche, vencedor en 1953 (4 victorias de etapa), durante su servicio militar efectuado en este territorio, en 1954 (9 victorias de etapa), y en 1959 así como Raphaël Géminiani, ganador en 1957 (9 victorias de etapa).
Después de 1960, año de la independencia del país, la prueba será ganada en dos ocasiones por el camerunés Joseph Kono.

## Palmarés
| Año       | Ganador            | Segundo         | Tercero             |
| --------- | ------------------ | --------------- | ------------------- |
| 1953      | Jean Gainche       |                 |                     |
| 1954      | Jean Gainche       |                 |                     |
| 1955-1956 | No se disputó      | No se disputó   | No se disputó       |
| 1957      | Raphaël Géminiani  |                 |                     |
| 1958      | No se disputó      | No se disputó   | No se disputó       |
| 1959      | Jean Gainche       |                 |                     |
| 1960      | No se disputó      | No se disputó   | No se disputó       |
| 1961      | Joseph Kono        |                 |                     |
| 1962      | Joseph Kono        |                 |                     |
| 1963      | Ange Roussel       |                 |                     |
| 1964      | Oscar Michel       |                 |                     |
| 1965-2011 | No se disputó      | No se disputó   | No se disputó       |
| 2012      | Issiaka Fofana     |                 |                     |
| 2013      | Isiaka Cissé       | Malween Bodin   | Adboul Aziz Nikiéma |
| 2014      | Isiaka Cissé       | Hamidou Sankara | Issiaka Fofana      |
| 2015      | Mouhssine Lahsaini | Janvier Hadi    | Guy Smet            |
| 2016      | Mohcine El Kouraji | El Mehdi Chokri | Isiaka Cissé        |
| 2017      | Dieter Bouvry      | Louis Verhelst  | Matthias Legley     |
| 2018      | Isiaka Cissé       | Clovis Kamzong  | Mathias Sorgho      |

## Palmarés por países
| País            | Victorias |
| --------------- | --------- |
| Francia         | 5         |
| Costa de Marfil | 5         |
| Camerún         | 2         |
| Marruecos       | 2         |
| Bélgica         | 1         |